# Esamirim carinatus
Esamirim carinatus là một loài bọ cánh cứng trong họ Cerambycidae.